# زرجاف
زرجاف (انگلیسی: Xerjoff) یک شرکت عطرسازی ایتالیایی است، که در سال ۲۰۰۷ در تورین تأسیس شد.